# Lee-Roy Newton
Lee-Roy Newton (né le 19 décembre 1978) est un athlète sud-africain spécialiste des épreuves de sprint qui s'est illustré lors des Championnats du monde d'athlétisme 2001 d'Edmonton en remportant la médaille d'or du relais 4 × 100 mètres, en battant le record national, avec ses coéquipiers Morné Nagel, Corné du Plessis et Matthew Quinn.

## Records personnels
- 100 mètres : 10 s 27 (Pietersburg, le 15/04/2000)
- 200 mètres : 20 s 75 (Pretoria, le 23/03/2001 et Pietersburg, le 15/04/2000)

## Palmarès

### Championnats du monde
- Championnats du monde d'athlétisme 2001 à Edmonton :
  -  Médaille d'or du relais 4 × 100 mètres

### Jeux africains
- Jeux africains de 1999 à Johannesbourg
  -  Médaille d'or en relais 4 × 100 m